# 177771 Bretz
177771 Bretz este o planetă minoră (asteroid), cu un diametru de 1,701 km, din centura de asteroizi. A fost descoperită pe 10 mai 2005 la Mount Lemmon⁠(d) de Mount Lemmon Survey⁠(d) și a fost numită după J Harlen Bretz⁠(d). 
Obiectul prezintă o orbită caracterizată de o semiaxă mare de 2,6122926795047 UAi, o excentricitate de 0,24840835986182, o înclinație de 2,5860286834601 ° în raport cu ecliptica.